# 海伦·德穆特

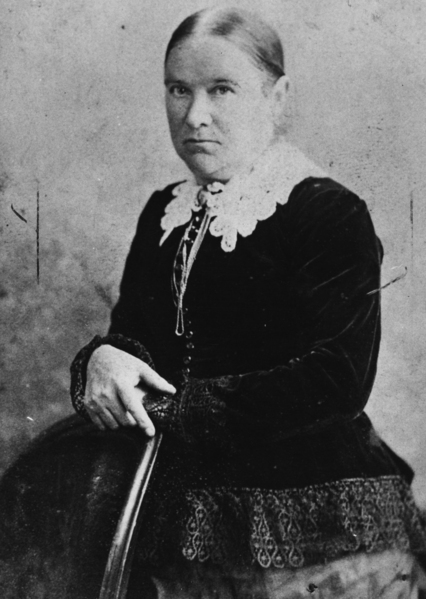
海伦·德穆特

海伦·“琳蘅”·德穆特（德語：Helena „Lenchen“ Demuth；1820年12月30日—1890年11月4日）是一位德国女管家。她出生于萨尔兰圣文德尔。1845年4月，在卡尔·马克思和燕妮·马克思一家被驱逐出法国之后，她受燕妮·马克思的母亲卡罗琳·霍伊贝尔的派遣，到比利时布鲁塞尔的马克思家里工作。此后，她长期为马克思夫妇料理家务。卡尔·马克思去世后，成为弗里德里希·恩格斯的管家和密友。1890年，她在英国伦敦去世，享年69岁。